# CFS Guardians 2024
Questa voce raccoglie le informazioni riguardanti i CFS Guardians nelle competizioni ufficiali della stagione 2024.

## Divízió I 2024

### Stagione regolare
| Szeged 7 aprile 2024, ore 15:00 1ª giornata | CFS Guardians | 28 – 21 | Diósd Saints | SZEOL |

| Szombathely 20 aprile 2024, ore 15:00 3ª giornata | Szombathely Crushers | 0 – 9 | CFS Guardians | SZSE pálya |

| Szeged 4 maggio 2024, ore 15:00 5ª giornata | CFS Guardians | 27 – 28 | Budapest Titans 2 | SZEOL |

| Dabas 26 maggio 2024, ore 15:00 8ª giornata | Dabas Sparks | 7 – 21 | CFS Guardians | OBO Aréna |

| Szeged 2 giugno 2024, ore 14:00 9ª giornata | CFS Guardians | 37 – 12 | Tatabánya Mustangs | SZEOL |

| Budapest 15 giugno 2024, ore 15:00 11ª giornata | Budapest Cowbells 2 | 7 – 44 | CFS Guardians | Papírgyári pálya |

### Playoff
| Szeged 23 giugno 2024, ore 15:00 Semifinale | CFS Guardians | 33 – 10 | Budapest Titans 2 | SZEOL |

| Diósd 13 luglio 2024, ore 16:00 Pannon Bowl | CFS Guardians | 34 – 33 | Diósd Saints | Diósd Pacsirta utca |

## Statistiche di squadra
| Competizione      | %Vittorie | In casa | In casa | In casa | In casa | In casa | In casa | In trasferta | In trasferta | In trasferta | In trasferta | In trasferta | In trasferta | Totale | Totale | Totale | Totale | Totale | Totale |
| Competizione      | %Vittorie | G       | V       | N       | P       | Pf      | Ps      | G            | V            | N            | P            | Pf           | Ps           | G      | V      | N      | P      | Pf     | Ps     |
| ----------------- | --------- | ------- | ------- | ------- | ------- | ------- | ------- | ------------ | ------------ | ------------ | ------------ | ------------ | ------------ | ------ | ------ | ------ | ------ | ------ | ------ |
| Stagione regolare | .833      | 3       | 2       | 0       | 1       | 92      | 61      | 3            | 3            | 0            | 0            | 74           | 14           | 6      | 5      | 0      | 1      | 166    | 75     |
| Playoff           | 1.000     | 2       | 2       | 0       | 0       | 67      | 43      | 0            | 0            | 0            | 0            | 0            | 0            | 2      | 2      | 0      | 0      | 67     | 43     |
| Totale            | .875      | 5       | 4       | 0       | 1       | 159     | 104     | 3            | 3            | 0            | 0            | 74           | 14           | 8      | 7      | 0      | 1      | 233    | 118    |